# Prodiaphania deserta
Prodiaphania deserta är en tvåvingeart som beskrevs av Paramonov 1968. Prodiaphania deserta ingår i släktet Prodiaphania och familjen parasitflugor. Inga underarter finns listade i Catalogue of Life.